# Israel Kirzner

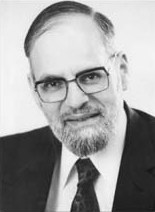
Israel Kirzner

Israel Kirzner (n. 13 februarie 1930) este un economist american, reprezentant al Școlii austriece de economie.